# Efluvia
Efluvia es, según muchas corrientes místicas esotéricas, una capa de energía negativa que rodea el mundo creada por los pensamientos y deseos negativos de los seres humanos.
Esto es expresado en El Libro de Oro de este modo:

La efluvia es la masa de energía negativa mal usada que flota en todo el planeta, o donde quiera que vivan seres humanos, y que está compuesta de las emanaciones mentales de todos los seres que, no conociendo la Ley del Mentalismo, no saben que sus pensamientos toman forma, quedan flotando y despiden un gran fuerza.
Saint Germain, El Libro de Oro

Seguidores de las corrientes New Age o Nueva Era consideran que la Efluvia es causa de huracanes, incendios, terremotos, guerras, etc. Con cada acción negativa o deseo destructivo de la humanidad se crea una nube de energía negativa que cubre el mundo y que impide que la radiación de la energía positiva entre en acción.
Dicen estas mismas personas que la Efluvia presiona a los seres elementales (seres encargados de los elementos Aire, Agua, Tierra y Fuego). Estos seres reaccionan ante la energía emanada de los seres humanos. Si es positiva, la humanidad será más feliz y vivirá en armonía.
La efluvia se le conoce también como ilusión del cuerpo mental, maya, Conciencia colectiva.